# Murina
Murina is een geslacht van vleermuizen uit de familie van de gladneuzen. Soorten van dit geslacht komen voor van Azië tot het noordoosten van Australië. Het zijn kleine tot middelgrote vleermuizen met een dikke, wollige vacht, buisvormige neusgaten en een ongewoon grote eerste premolaar in de bovenkaak.

## Taxonomie
Hieronder staat een mogelijke onderverdeling van het geslacht Murina. Er worden 46 soorten in dit geslacht geplaatst:
- Murina aenea J. Edwards Hill, 1964
- Murina annamitica C. M. Francis & Eger, 2012
- Murina aurata A. Milne-Edwards, 1871
- Murina balaensis Soisook, Karapan, Satasook, & P. J. J. Bates, 2013
- Murina beelzebub Nguyen Truong Son, Furey, & Csorba, 2011[3]
- Murina beibengensis Luo Tao, Mao Mingle, & Zhou Jiang, 2025[4]
- Murina bicolor Kuo Haochih, Fang Yinping, Csorba, & Lee Lingling, 2009[1]
- Murina chayuensis Luo Pengfei & Zhou Jiang, 2025[5]
- Murina chrysochaetes Eger & B. K. Lim, 2011
- Murina cyclotis Dobson, 1872
- Murina eleryi Furey, Vu Dinh Thong, P. J. J. Bates, & Csorba, 2009
- Murina feae (O. Thomas, 1891)
- Murina fionae C. M. Francis & Eger, 2012
- Murina florium O. Thomas, 1908
- Murina fusca A. de C. Sowerby, 1922
- Murina gracilis Kuo Haochih, Fang Yinping, Csorba, & Lee Lingling, 2009[1]
- Murina guilleni Soisook, Karapan, Satasook, Vu Dinh Thong, F. A. A. Khan, Maryanto, Csorba, Furey, Aul, & P. J. J. Bates, 2013
- Murina harpioloides Kruskop & Eger, 2008[6]
- Murina harrisoni Csorba & P. J. J. Bates, 2005[7]
- Murina hilgendorfi (W. C. H. Peters, 1880)
- Murina hkakaboraziensis Soisook, Win Naing Thaw, Myint Kyaw, Sai Sein Lin Oo, Pimsai, Suarez-Rubio, & Renner, 2017
- Murina huttonii (W. C. H. Peters, 1872)
- Murina jaintiana Ruedi, J. Biswas, & Csorba, 2012
- Murina jinchui Yu Wenhua, Csorba, & Wu Yi, 2020
- Murina kontumensis Nguyen Truong Son, Csorba, Vuong Tan Tu, & Motokawa, 2015
- Murina leucogaster A. Milne-Edwards, 1871
- Murina liboensis Zeng Xiang, Chen Jian, Deng Huaiqing, Xiao Ning, & Zhou Jiang, 2018
- Murina lorelieae Eger & B. K. Lim, 2011
- Murina medogensis Mao Mingle, Lan Changting, & Zhou Jiang, 2025[4]
- Murina milinensis Luo Tao, Mao Mingle, & Zhou Jiang, 2025[4]
- Murina peninsularis J. Edwards Hill, 1964
- Murina pluvialis Ruedi, J. Biswas, & Csorba, 2012
- Murina puta Kishida, 1924
- Murina recondita Kuo Haochih, Fang Yinping, Csorba, & Lee Lingling, 2009[1]
- Murina rozendaali J. Edwards Hill & C. M. Francis, 1984
- Murina rubella O. Thomas, 1914[4]
- Murina ryukyuana K. Maeda & Matsumura, 1998
- Murina shuipuensis Eger & B. K. Lim, 2011
- Murina suilla (Temminck, 1840)
- Murina tenebrosa Yoshiyuki, 1970 – Rouwbuisneusvleermuis
- Murina tubinaris (Scully, 1881)
- Murina ussuriensis Ognev, 1913
- Murina walstoni Furey, Csorba, & Nguyen Truong Son, 2011[3]
- Murina yadongensis Mao Mingle, Zhao Zifa, & Zhou Jiang, 2025[4]
- Murina yuanyang Mou, Qian, M. Li, B. Li, X. Luo, & Li Song, 2024
- Murina yushuensis X. Han, Csorba, & Wu Yi in Wang Xiaoyun, X. Han, Csorba, Wu Yi, H. Chen, X. Zhao, Z. Dong, Yu Wenhua, & Z. Lu, 2024